# Eumorsea pinaleno
Eumorsea pinaleno is een rechtvleugelig insect uit de familie Eumastacidae. De wetenschappelijke naam van deze soort is voor het eerst geldig gepubliceerd in 1959 door Rehn & Grant.
1. ↑  (en) Eumorsea pinaleno op de IUCN Red List of Threatened Species.